# Keratella taurocephala
Keratella taurocephala is een raderdiertjessoort uit de familie Brachionidae. De wetenschappelijke naam van deze soort is voor het eerst geldig gepubliceerd in 1938 door Myers.